# Green Brigade
Green Brigade és un grup d'aficionats esportius radicals del Celtic Football Club format el 2006. Es situen al gol nord del Celtic Park i en els partits importants organitza tifos i coreografies, de les quals moltes tenen missatges polítics d'esquerres. Per exemple, han mostrat pancartes a favor de l'independentisme català, del Sí al referèndum sobre la independència d'Escòcia de 2014, de la reunificació irlandesa i els seus membres són coneguts pels càntics en relació amb l'Exèrcit Republicà Irlandès (IRA).

## Història
Green Brigades va recordar les morts de civils causades per les Forces Armades a les guerres de l'Iraq i l'Afganistan, així com Diumenge Sagnant, destacant que l'informe de la investigació Saville «confirmava que 14 civils desarmats van ser assassinats a Derry el 1972 pel regiment de paracaigudistes».
L'abril de 2011, a la semifinal de la Copa escocesa de futbol contra l'Aberdeen FC, els agents de policia van intentar arrestar un aficionat que havia encès una bengala dins de l'estadi, però la policia no va poder treure'l perquè els altres aficionats s'hi van interposar. Quatre simpatitzants van ser retinguts posteriorment per la policia en relació amb l'incident. Posteriorment, alguns membres de la Green Brigade no van rebre els formularis de renovació dels abonaments després que el club amenacés de dispersar el grup per diferents seccions de l'estadi.

En l'últim partit del Celtic FC de la temporada 2011-12, Green Brigade va organitzar una demostració de suport als presoners palestins en vaga de fam per mitjà d'una pancarta que resava «La dignitat és més preciosa que el menjar» al costat de banderes palestines. Un portaveu del grup va afirmar: «Ho vam fer en solidaritat, per a conscienciar i perquè és el correcte. Volem que el poble palestí sàpiga que estem pensant en ell i animen la societat civil escocesa a mirar la injustícia a Palestina».

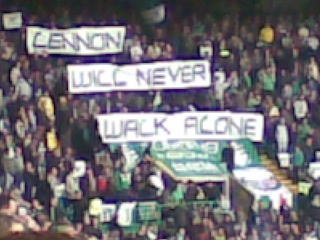
Pancartes en homenatge a Neil Lennon (2011)

Green Brigade va expressar la seva solidaritat amb l'entrenador del Celtic FC Neil Lennon que, el 2011, havia estat agredit per un seguidor del Heart of Midlothian FC al Tynecastle Stadium. Després de l'últim partit de la temporada 2011-12, Lennon va presentar el trofeu de la Premier League escocesa a la Green Brigade col·locant-lo davant de la secció on seuen. Més endavant va declarar: «Només volia donar-los les gràcies perquè, setmana rere setmana, han creat un gran ambient. Canten sense parar, afegeixen color, de vegades són una mica controvertits però sempre s'han comportat de manera impecable i han canviat la cultura de l'estadi. És un lloc divertit per a venir per a l'afició i l'ambient dels grans partits ha estat fantàstic. Són l'autèntic catalitzador».
El Celtic FC va ser multat amb 8.619 £ per la UEFA perquè els seus aficionats van enarborar banderes palestines en un partit de classificació de la Lliga de Campions l'agost de 2016 contra l'Amutat Hapoel Be'er Sheva FC al Celtic Park. Green Brigades va emetre un comunicat l'11 d'octubre en què es va reafirmar en la seva decisió de mostrar la pancarta amb el missatge Free Palestina. Victory to the Resistance i va criticar el club per la seva «hipocresia».
Entre el 2011 i el 2017, el Celtic FC va ser multat per la UEFA deu cops per «mala conducta dels seguidors durant els partits europeus». El desembre de 2013, la UEFA va sancionar al club amb una multa de 50.000 € com a conseqüència d'una pancarta en un partit contra l'AC Milan que mostrava un missatge polític i la imatge del revolucionari irlandès Bobby Sands. Durant la temporada 2017-18 en un partit contra el Linfield FC de Belfast, una pancarta va mostrar una imatge de Brendan Rodgers. El Celtic FC va optar per tancar la zona que alberga la Green Brigade per als dos partits següents.
En resposta a l'assassinat de George Floyd, Green Brigade va donar suport al moviment Black Lives Matter i va canviar el nom de diversos carrers de Glasgow rebatejant-los amb el nom de destacats líders i activistes afroamericans pels drets civils. El veterà periodista Robert Fisk va elogiar la reacció dels aficionats del Celtic FC contrària a la remembrance poppy, afirmant que s'havia convertit en un «símbol del racisme».
Durant un partit al Celtic Park entre el Celtic FC i el St Mirren FC l'11 de febrer de 2023, Green Brigade va mostrar una pancarta en què es podia llegir VAR decision: Douglas Ross is a cunt, dirigida a l'àrbitre assistent Douglas Ross, que també és membre del Parlament i líder del Partit Conservador Escocès.
El 31 d'octubre de 2023, el Celtic FC va informar per correu electrònic als seus seguidors que 250 membres de la Green Brigade tindrien els seus abonaments suspesos després de «problemes greus» relacionats amb la seva «conducta inacceptable». La prohibició es va produir després d'un partit de la fase de grups de la Lliga de Campions de la UEFA contra l'Atlètic de Madrid on molts aficionats del Celtic FC, inclosos membres de la Green Brigade, van onejar banderes palestines per a protestar contra la guerra de Gaza.